# Tjärnsjön (Gagnefs socken, Dalarna)
Tjärnsjön är en sjö i Gagnefs kommun i Dalarna och ingår i Dalälvens huvudavrinningsområde.